# Laelia lignicolor
Laelia lignicolor är en fjärilsart som beskrevs av Holland 1893. Laelia lignicolor ingår i släktet Laelia och familjen tofsspinnare. Inga underarter finns listade i Catalogue of Life.